# Vallonien
Vallonien (franska: Wallonie, tyska: Wallonien, nederländska: Wallonië), även  Valloniet, är en av Belgiens tre federala regioner. Invånarna kallas valloner och den övervägande delen av befolkningen är franskspråkig. Mindre delar av befolkningen talar vallonska eller tyska. Regionen har en yta på 16 000 km² och 3 624 377 invånare (2018). Huvudstad i regionen är Namur.
Under den franskspråkiga benämningen Région Wallonne är Vallonien sedan 1993 en av Belgiens tre federala regioner.
Det politiska styret i Vallonien delas även med två federala gemenskaper, Franska gemenskapen och Tyskspråkiga gemenskapen som har sina egna regeringar och parlament.
Valloner kom till Sverige framför allt under 1600-talet för att arbeta vid järnbruken. Se vidare Valloner i Sverige.

## Provinser
Vallonien är indelat i fem provinser:
| Provins | Provins                                     | Huvudstad | Arrondissement                                           | Yta       | Befolkning (1 januari 2018) | Täthet  |
| ------- | ------------------------------------------- | --------- | -------------------------------------------------------- | --------- | --------------------------- | ------- |
| 1       | Vallonska Brabant (franska: Brabant Wallon) | Wavre     | Nivelles                                                 | 1 093 km² | 401 106                     | 368/km² |
| 2       | Hainaut                                     | Mons      | Ath, Charleroi, Mons, Mouscron, Soignies, Thuin, Tournai | 3 800 km² | 1 341 645                   | 354/km² |
| 3       | Liège                                       | Liège     | Huy, Liège, Verviers, Waremme                            | 3 844 km² | 1 105 326                   | 286/km² |
| 4       | Luxembourg (tyska: Luxemburg)               | Arlon     | Arlon, Bastogne, Marche-en-Famenne, Neufchâteau, Virton  | 4 443 km² | 283 227                     | 64/km²  |
| 5       | Namur                                       | Namur     | Dinant, Namur, Philippeville                             | 3 664 km² | 493 073                     | 134/km² |